# Adam Winter
Adam Winter (ur. 17 grudnia 1899 w Janowie zm. 1 listopada 1941 w Ałma Acie) – podoficer piechoty Wojska Polskiego, kawaler Orderu Virtuti Militari

## Życiorys
Urodził się w rodzinie Marcina i Anastazji z domu Zabka. W listopadzie 1918 wstąpił do odrodzonego Wojska Polskiego w którym przydzielony został do 14 pułku piechoty. 15 lipca 1920 w trakcie ataku pułku na pozycje nieprzyjaciela usytuowane we wsi Diurym, poderwał swoją sekcję i zaatakował wycofującego się wroga. Odciął mu drogę ucieczki i otoczył cały oddział w którym znajdowało się dwóch oficerów, zmuszając ich do poddania się. Dowodząc szpicą koło stacji Pofaska, która znajdowała się na Wołyniu, zaatakował dwie placówki nieprzyjaciela zmuszając żołnierzy bolszewickich do ucieczki. Atakiem tym przyczynił się do zdobycia nieprzyjacielskiego pociągu pancernego „Komunist”. W czasie podejścia żołnierzy pułku pod wieś Hołodak na Białorusi, jako pierwszy ruszył do ataku podrywając jednocześnie za sobą kompanię w której służył. W czasie ataku na wroga został ciężko ranny. Za czyny te odznaczony Krzyżem Srebrnym Orderu Virtuti Militari. 
Po zdemobilizowaniu w 1922 zaczął pracę w kuźni ojca. W 1932 w kolonii Podryże leżącej w rejonie kowelskim dostał gospodarstwo rolne na którym zaczął pracę. Brał udział w walkach podczas kampanii wrześniowej 1939 roku. Nocą 10 lutego 1940 NKWD deportowało Adama Wintera z rodziną na Syberię. W 1941 ochotniczo wstąpił do Armii gen. Władysława Andersa. Chory z wycieńczenia i głodu 1 listopada 1941 zmarł w Ałma Acie w Kazachstanie. 
Żonaty z Felicją Wilczyńską. Mieli dzieci: Halinę, Tadeusza i Alfredę.

## Ordery i odznaczenia
- Krzyż Srebrny Orderu Virtuti Militari (nr 3899)[1]